# Volem rien foutre al païs
 (février 2023).
Si vous disposez d'ouvrages ou d'articles de référence ou si vous connaissez des sites web de qualité traitant du thème abordé ici, merci de compléter l'article en donnant les références utiles à sa vérifiabilité et en les liant à la section « Notes et références ».
Pour plus de détails, voir Fiche technique et Distribution.
Volem rien foutre al païs est un documentaire français de Pierre Carles, Christophe Coello et Stéphane Goxe, sorti en 2007. Il est produit par C-P Productions.

## Synopsis
Volem rien foutre al païs fait suite à Attention danger travail qui comprenait en particulier les mêmes coréalisateurs, et part en quête de propositions alternatives expérimentées par des personnes que l'on peut associer, pour la plupart, au mouvement décroissant. Ces propositions, parmi lesquelles figurent des solutions ouvertement subversives, sont données sans ordre apparent telles des pièces portées au dossier  :
- communautés recherchant l'autonomie des besoins, voire des mécanismes d'économie solidaire :
  - un habitat basé sur des bottes de paille comme matériau de base, comparaison de coûts...
  - les toilettes sèches au compost : une possibilité de dépolluer les cours d'eau à hauteur de 40 % dans les campagnes (dixit l'intervenant)
  - alimentation en eau depuis la rivière en contrebas et un mécanisme de pompage sans énergie induite
  - exemple d'une communauté réunissant des personnes ayant tourné le dos à l'assurance retraite
- indépendance énergétique du foyer : comment « décrocher » le compteur EDF
- séquence, évoquant celles de Attention danger travail, dans un Job center britannique présentant un chômeur chronique qui revendique farouchement l'unemployment en tenant tête à son interlocuteur.
- Mouvement Okupa à Barcelone (occupation de logements laissés durablement vacants)
- collectif Dinero gratis à Barcelone (prônant l'escamotage de denrées alimentaires dans les grands magasins de centre-ville par le biais de happenings)
- éloge de la simplicité volontaire dans les modes de vie, en lieu et place d'une posture d'affirmation politique radicale conventionnellement attendue (type lutte des classes).

Comme l'indique la présentation qui figure sur la jaquette du DVD, ce documentaire se propose de montrer quelques expériences concrètes de réappropriation, qui allient dimensions critiques et subversives d'une part, alternatives et constructives d'autre part :
« Mis en demeure de choisir entre les miettes du salariat précaire et la maigre aumône que dispense encore le système, certains désertent la société de consommation pour se réapproprier leur vie. Ni exploitation, ni assistanat ! clament-ils pour la plupart. Ils ont choisi une autre voie, celle de l'autonomie, de l'activité choisie et des pratiques solidaires... »

## Fiche technique
Sauf indication contraire, les informations mentionnées dans cette section peuvent être confirmées par la base de données cinématographiques IMDb,  présente dans la section « Liens externes ».
- Réalisation : Pierre Carles, Christophe Coello et Stéphane Goxe
- Scénario : Pierre Carles
- Production : Annie Gonzalez
- Société de production : C-P Productions
- Société de distribution : Shellac Distribution
- Pays :  France
- Langue : français, occitan, espagnol
- Genre : documentaire
- Durée : 107 minutes
- Dates de sorties : 21 août 2006 (Rencontres de cinéma de Gindou 2006), 7 mars 2007 (sortie nationale)

## Extraits
Comme dans Attention danger travail, le documentaire est émaillé de passages montrant les prises de positions de personnalités de la scène politique française : Michel Rocard accueilli par Ernest-Antoine Seillière lors d'une assemblée du MEDEF précisant à l'interviewer que « la lutte des classes, c'est fini », extraits de discours des présidentiables Ségolène Royal et Nicolas Sarkozy à propos de la « valeur travail », discours de Georges Pompidou accompagnant la fin des barrières douanières et expliquant aux Français dès 1964 que l'ère du risque permanent est arrivée pour les entreprises françaises.
Le film s'achève sur une intervention du réalisateur qui interpelle Michèle Alliot-Marie, ministre de la Défense, lors d'une manœuvre des forces armées visant à reprendre le contrôle de l'hôtel de ville de Nîmes, dans le cadre du rôle de maintien de l'ordre assigné par l'État à la grande muette.
Tous les extraits ne viennent pas de la sphère politique, y figurent également des aspects sociologiques avec un extrait de L'An 01 remontant à l'univers soixante-huitard, amplifié par une intervention postérieure de Jacques Doillon expliquant les raisons de l'échec de l'utopie sociale des expériences communautaires en France (il invoque la crise pétrolière de 1973 et l'apparition du chômage de masse).
Des aspects économiques sont abordés telle une séquence illustrant la divergence de point de vue entre un employeur et des salariés se demandant qui, du client ou de l'entreprise via son bureau d'étude, prédéfinit les besoins.

## Commentaires
Le titre iconoclaste, Volem rien foutre al païs (Nous ne voulons rien foutre au pays), mêle des mots occitans et français dans une phrase-manifeste, en référence au slogan occitan Volem viure al païs (Nous voulons vivre au pays ou plutôt dans notre pays) entendu notamment lors de la lutte du Larzac. L'idée du « rien foutre » se retrouve dans la critique de l'idéologie du travail salarié, mais le documentaire montre au fond des gens plutôt imaginatifs et créatifs face à leurs choix de vie.
L'expression “Comitat Volem res fotre al pais” apparait dans un article de la revue occitaniste Fòrabanda (n°7, mai 1976) consacré au travail dans un esprit décroissant.